# بني حمايد (الخروب)
بني حمايد هي إحدى مشيخات المملكة المغربية، تتبع جغرافيا لإقليم تطوان وإداريًا لالخروب. يقدر عدد سكانها بـ 8904 نسمة حسب الإحصاء الرسمي للسكان والسكنى لسنة 2004.